# Associazione Calcio Udinese 1955-1956
Questa pagina raccoglie le informazioni riguardanti l'Associazione Calcio Udinese nelle competizioni ufficiali della stagione 1955-1956.

## Stagione
Nella stagione 1955-1956 l'Udinese disputò l'undicesimo campionato di Serie B della sua storia.

## Divise
| 1ª maglia |

## Organigramma societario
Area direttiva
- Presidente: Dino Bruseschi

Area tecnica
- Allenatore: Giuseppe Bigogno

## Rosa
| N. |                   | Ruolo | Calciatore       |
| -- | ----------------- | ----- | ---------------- |
|    | Italia (bandiera) | P     | Fabio Cudicini   |
|    | Italia (bandiera) | P     | Luigi Geatti     |
|    | Italia (bandiera) | P     | Giovanni Romano  |
|    | Italia (bandiera) | D     | Antonio Azimonti |
|    | Italia (bandiera) | D     | Alcide Baccari   |
|    | Italia (bandiera) | D     | Arturo Morelli   |
|    | Italia (bandiera) | D     | Renato Valenti   |
|    | Italia (bandiera) | D     | Luigi Zorzi      |
|    | Italia (bandiera) | C     | Augusto Magli    |

| N. |                     | Ruolo | Calciatore        |
| -- | ------------------- | ----- | ----------------- |
|    | Italia (bandiera)   | C     | Umberto Pinardi   |
|    | Italia (bandiera)   | C     | Luciano Piquè     |
|    | Italia (bandiera)   | C     | Cirano Snidero    |
|    | Norvegia (bandiera) | A     | Per Bredesen      |
|    | Italia (bandiera)   | A     | Ercole Castaldo   |
|    | Italia (bandiera)   | A     | Alberto Fontanesi |
|    | Italia (bandiera)   | A     | Enzo Menegotti    |
|    | Italia (bandiera)   | A     | Giuseppe Secchi   |

## Risultati

### Serie B

#### Girone d'andata
| Arbitro: | Guarnaschelli (Pavia) |

|                                              |           |                    |
| Castaldo 52’ Bredesen 74’ Pinardi 86’ (rig.) | Marcatori | 80’ (rig.) Bicicli |

| Arbitro: | Marchetti (Milano) |

|           |           |                          |
| Testa 77’ | Marcatori | 80’ Secchi 85’ Fontanesi |

| Arbitro: | Moriconi (Roma) |

|           |           |                     |
| Grisa 35’ | Marcatori | 3’, 29’, 38’ Secchi |

| Arbitro: | Guarnaschelli (Pavia) |

|                                                               |           |                      |
| Bredesen 29’ Fontanesi 34’, 39’ Pinardi 59’ (rig.) Secchi 75’ | Marcatori | 86’ (rig.) Pistacchi |

| Arbitro: | Alterio (Roma) |

|                          |           |  |
| Menegotti 78’ Secchi 81’ | Marcatori |  |

| Arbitro: | Lo Bello (Siracusa) |

|               |           |            |
| Gasparini 88’ | Marcatori | 53’ Secchi |

| Arbitro: | Marchese (Napoli) |

|              |           |  |
| Bredesen 26’ | Marcatori |  |

| Arbitro: | Liverani (Torino) |

|                          |           |                             |
| Bettolini 51’ Parodi 53’ | Marcatori | 17’ Fontanesi 22’ Menegotti |

| Arbitro: | Coppa (Mariano Comense) |

|              |           |  |
| Castaldo 11’ | Marcatori |  |

| Arbitro: | Ferrari (Milano) |

|               |           |              |
| Bernardis 25’ | Marcatori | 53’ Bredesen |

| Arbitro: | Campanati (Milano) |

|                              |           |  |
| Secchi 13’, 26’ Bredesen 23’ | Marcatori |  |

| Arbitro: | Boati (Milano) |

|                            |           |               |
| Fontanesi 20’ Bredesen 34’ | Marcatori | 89’ Ferrarese |

| Arbitro: | Marchese (Napoli) |

|                  |           |            |
| Lojodice 5’, 71’ | Marcatori | 27’ Secchi |

| Arbitro: | Marchetti (Milano) |

|  |           |                          |
|  | Marcatori | 11’ Secchi 15’ Menegotti |

| Arbitro: | Ferrari (Milano) |

|                              |           |                            |
| Menegotti 7’, 38’ Secchi 50’ | Marcatori | 20’ Giammarinaro 89’ Gaeta |

| Arbitro: | Corallo (Lecce) |

|                               |           |                      |
| Bertucco 48’ Stefanini II 79’ | Marcatori | 33’ Piquè 36’ Secchi |

| Arbitro: | Liverani (Torino) |

|                       |           |            |
| Marra 13’ Bellini 41’ | Marcatori | 61’ Secchi |

#### Girone di ritorno
| Arbitro: | Jonni (Macerata) |

|          |           |  |
| Erba 18’ | Marcatori |  |

| Arbitro: | Grignani (Milano) |

|                                                 |           |                |
| Secchi 30’, 52’, 67’ Fontanesi 75’ Castaldo 87’ | Marcatori | 70’ Malighetti |

| Arbitro: | Boati (Milano) |

|                              |           |                      |
| Bredesen 35’, 78’ Secchi 72’ | Marcatori | 76’ (rig.) Geminiani |

| Arbitro: | Campanati (Milano) |

|            |           |               |
| Sandri 79’ | Marcatori | 41’ Menegotti |

| Arbitro: | Lo Bello (Siracusa) |

|                                     |           |                        |
| Baccalini 26’ (rig.) Cappa 70’, 81’ | Marcatori | 58’ Bredesen 74’ Magli |

| Arbitro: | Alterio (Roma) |

|                                             |           |  |
| Bredesen 23’ Azimonti 53’ (rig.) Secchi 56’ | Marcatori |  |

| Arbitro: | Grillo (Afragola) |

|                  |           |  |
| Regalia 20’, 37’ | Marcatori |  |

| Arbitro: | Bernardi (Bologna) |

|                                     |           |  |
| Morelli 12’ Secchi 50’ Bredesen 71’ | Marcatori |  |

| Arbitro: | Guarnaschelli (Pavia) |

|            |           |  |
| Travia 68’ | Marcatori |  |

| Arbitro: | Perego (Milano) |

|                      |           |             |
| Magli 20’ Secchi 56’ | Marcatori | 87’ Taccola |

| Catania 29 aprile 1956 | Catania          | 0 – 0 | Udinese | Stadio Cibali\| Arbitro: \| Ferrari (Milano) \| |
| Arbitro:               | Ferrari (Milano) |       |         |                                                 |

| Arbitro: | Moriconi (Roma) |

|                      |           |              |
| Bordignon 68’ (rig.) | Marcatori | 65’ Bredesen |

| Arbitro: | Grillo (Afragola) |

|                        |           |  |
| Magli 28’ Castaldo 88’ | Marcatori |  |

| Arbitro: | Boati (Milano) |

|                         |           |  |
| Bredesen 13’ Secchi 29’ | Marcatori |  |

| Arbitro: | Guarnaschelli (Pavia) |

|  |           |                                         |
|  | Marcatori | 10’ Bredesen 71’ Fontanesi 86’ Castaldo |

| Arbitro: | Campanati (Milano) |

|                                       |           |                             |
| Fontanesi 3’, 48’ Donzelli 15’ (aut.) | Marcatori | 44’ Lonardi 75’ Stefanini I |

| Arbitro: | Fornari (Bologna) |

|              |           |  |
| Bredesen 60’ | Marcatori |  |

## Statistiche

### Statistiche di squadra
| Competizione | Punti | In casa | In casa | In casa | In casa | In casa | In casa | In trasferta | In trasferta | In trasferta | In trasferta | In trasferta | In trasferta | Totale | Totale | Totale | Totale | Totale | Totale | DR  |
| Competizione | Punti | G       | V       | N       | P       | Gf      | Gs      | G            | V            | N            | P            | Gf           | Gs           | G      | V      | N      | P      | Gf     | Gs     | DR  |
| ------------ | ----- | ------- | ------- | ------- | ------- | ------- | ------- | ------------ | ------------ | ------------ | ------------ | ------------ | ------------ | ------ | ------ | ------ | ------ | ------ | ------ | --- |
| Serie B      | 49    | 17      | 17      | 0       | 0       | 44      | 10      | 17           | 4            | 7            | 6            | 22           | 21           | 34     | 21     | 7      | 6      | 66     | 31     | +35 |

### Statistiche dei giocatori[2]
| Giocatore    | Serie B  | Serie B |
| Giocatore    | Presenze | Reti    |
| ------------ | -------- | ------- |
| A. Azimonti  | 29       | 1       |
| A. Baccari   | 3        | 0       |
| P. Bredesen  | 34       | 15      |
| E. Castaldo  | 34       | 5       |
| F. Cudicini  | 2        | -?      |
| A. Fontanesi | 34       | 9       |
| L. Geatti    | 5        | -?      |
| A. Magli     | 34       | 3       |
| E. Menegotti | 33       | 6       |
| A. Morelli   | 10       | 1       |
| U. Pinardi   | 24       | 2       |
| L. Piquè     | 12       | 1       |
| G. Romano    | 27       | -?      |
| G. Secchi    | 34       | 22      |
| C. Snidero   | 24       | 0       |
| R. Valenti   | 34       | 0       |
| L. Zorzi     | 1        | 0       |